# Pacyfikacja Aleksandrowa
Pacyfikacja Aleksandrowa – pięciokrotne pacyfikacje na polskiej ludności cywilnej dokonane przez okupantów niemieckich w sierpniu 1942 roku, następnie w lutym, czerwcu i lipcu 1943 roku oraz w lipcu 1944 roku w Aleksandrowie na Zamojszczyźnie.
Przyczyną była współpraca mieszkańców wsi z partyzantami, ukrywanie Żydów i jeńców sowieckich a także zaległości kontyngentowe nakazane przez okupantów niemieckich.

## Zbrodnie niemieckie w Aleksandrowie
Podczas II wojny światowej i okupacji Polski przez nazistowskie Niemcy 27 stycznia 1940 roku esesmani i żandarmi niemieccy z Biłgoraja przeprowadzali rewizje w Aleksandrowie, dokonując rabunku. Podczas tych rewizji zabity został Franciszek Kukiełka. Kolejne akcje miały miejsce 10 lutego i 23 lutego 1943 roku. Wtedy Niemcy zabili 6 osób, wiele aresztowali i wywieźli do obozu przesiedleńczego w Zamościu.
7 lutego 1942 roku o godzinie 2 w nocy oddziały Wehrmachtu, Gestapo z Biłgoraja i żandarmerii, liczące około 1 tysiąca ludzi otoczyły miejscowość. Zatrzymano mężczyzn w wieku od 12 do 60 lat. Spalono trzy gospodarstwa. Zastrzelono Stanisława Adamowicza a zwłoki spalono w budynku.
25 czerwca 1943 roku Wehrmacht przy wsparciu lotnictwa, artylerii i policji niemieckiej okrążył miejscowość i lasy wokół. Poszukiwano partyzantów. Wiele osób zostało zabitych, aresztowanych lub wywiezionych do obozów w Zamościu oraz w Zwierzyńcu. Niemcy zrabowali inwentarz żywy i dobytek mieszkańców. 4 i 5 lipca tego samego roku Niemcy przeprowadzili akcję pacyfikacyjno-wysiedleńczą, na powracających z ukrycia do domów po wcześniejszych represjach, mieszkańców Aleksandrowa. Niemcy spalili kilkadziesiąt gospodarstw, ludzi aresztowanych wysłali do różnych obozów. W pozostałych gospodarstwach osiedlili Ukraińców, którzy pozostali tam do listopada 1943 roku. Po tym czasie zaczęła wracać do swojej miejscowości ukrywająca się ludność.
Od 21 czerwca do 22 lipca 1944 roku w Aleksandrowie Niemcy dokonywali akcji terrorystycznych, zabójstw i grabieży. Mordowano na miejscu większość mężczyzn znalezionych w lesie czy w kryjówkach. Używano też psów do tropienia. Wiele osób wywieziono do obozu koncentracyjnego KL Majdanek i do siedziby Gestapo w Biłgoraju na brutalne przesłuchania.
W 1944 roku w ostatnich tygodniach okupacji stacjonował w Aleksandrowie 500-osobowy oddział Kałmuków, służący u Niemców. Dokonywał on grabieży i mordował miejscową i okoliczną ludność. Okupanci dokonywali też gwałtów na kobietach.
Jak podają Józef Fajkowski i Jan Religa, w czasie okupacji Niemcy wymordowali około 290 mieszkańców Aleksandrowa, zranili 43, aresztowali 822, deportowali na roboty przymusowe 434, spalili 113 gospodarstw. Koło Aleksandrowa Niemcy zastrzelili 36 ukrywających się Żydów. W swojej pracy Andrzej Jankowski szacuje liczbę zabitych mieszkańców Aleksandrowa na około 500 ludzi. Wykaz zabitych mieszkańców można znaleźć również w pracy Jana Palikota.